# Anfiteatro romano de Pompeya
El Anfiteatro romano de Pompeya (en italiano: Anfiteatro romano di Pompei) es el más antiguo anfiteatro romano que sobrevive. Se encuentra ubicado en la antigua ciudad romana de Pompeya, y fue enterrado por la erupción del Vesubio en el año 79, que también enterró Pompeya y la vecina Herculano (Herculaneum).
Construido alrededor del 70 a. C., el anfiteatro actual fue el primer anfiteatro romano que se construyó en piedra completamente conservado.. En 29  se construyó en Roma el de Estatilio Tauro también de piedra. Con anterioridad, habían sido construidos en madera. El siguiente anfiteatro romano que se construyó en piedra sería el Coliseo de Roma, que es posterior al de Pompeya en más de un siglo. En una inscripción figura con el nombre de spectacula, lugar para espectáculos, ya que este el término no estuvo en uso hasta la época de Augusto, en la que se generalizó la palabra amphitheatrum.

## Historia
Fue construido con los fondos privados de los duoviri quinquennales —los supremos magistrados de Pompeya— Cayo Quincio Valgo y Marcio Porcio, cuyos nombres se recuerdan en dos inscripciones.
Fue en este anfiteatro donde en el año 59 d. C. se produjo una reyerta entre la plebe de Pompeya y la de la vecina Nocera, una ciudad de Campania, durante un combate de gladiadores, que degeneró rápidamente, por lo que Nerón y el Senado romano prohibieron la celebración de combates durante diez años y exiliaron al organizador del espectáculo, Livineyo Régulo. El motivo de la disputa fue probablemente el hecho de que Noceria Alfaterna se había convertido en una colonia romana en el año 57 y esto había permitido a los nocerinos apropiarse de un territorio que antes había pertenecido a los pompeyanos. La prohibición se levantó probablemente, ya que los juegos se celebraron para la salvación de Nerón, probablemente en el año 64, tal vez por intercesión de su esposa, la emperatriz Popea. En una pintura que se conserva en el Museo Arqueológico Nacional de Nápoles se representa esta furiosa pelea en la que además del anfiteatro con su toldo aparecen la cercana palestra y los puestos de vendedores ambulantes.
Tras el terremoto de Pompeya de 62, el edificio sufrió daños considerables y, al mismo tiempo, se anuló la disposición decenal: toda la estructura fue completamente renovada, como atestiguan dos inscripciones en el pasillo de entrada, realizadas por los duoviri Cayo y Cuspio Pensa, padre e hijo. Durante la erupción del Vesubio en el año 79, quedó completamente sepultado bajo un grueso manto de ceniza y lapilli y fue uno de los primeros edificios que salieron a la luz en la campaña de excavación promovida por la dinastía borbónica en 1748.
En ese mismo año de 1748, Roque Joaquín de Alcubierre realizó excavaciones en el emplazamiento del anfiteatro. Como estaba convencido de haber descubierto las ruinas de Estabia, bautizó el edificio como teatro estabiano. Las excavaciones no aportaron los artefactos que buscaba, por lo que las abandonó para excavar Herculano. El anfiteatro no se excavó por completo hasta principios del siglo XIX, en 1823.
En octubre de 1971, Adrian Maben filmó el musical Pink Floyd: Live at Pompeii utilizando el anfiteatro como escenario.
Los días 7 y 8 de julio de 2016, el exmiembro de Pink Floyd David Gilmour dio dos conciertos aquí durante su gira Rattle That Lock Tour.

## Descripción

Plano general de Pompeya. El anfiteatro ocupa el punto sureste

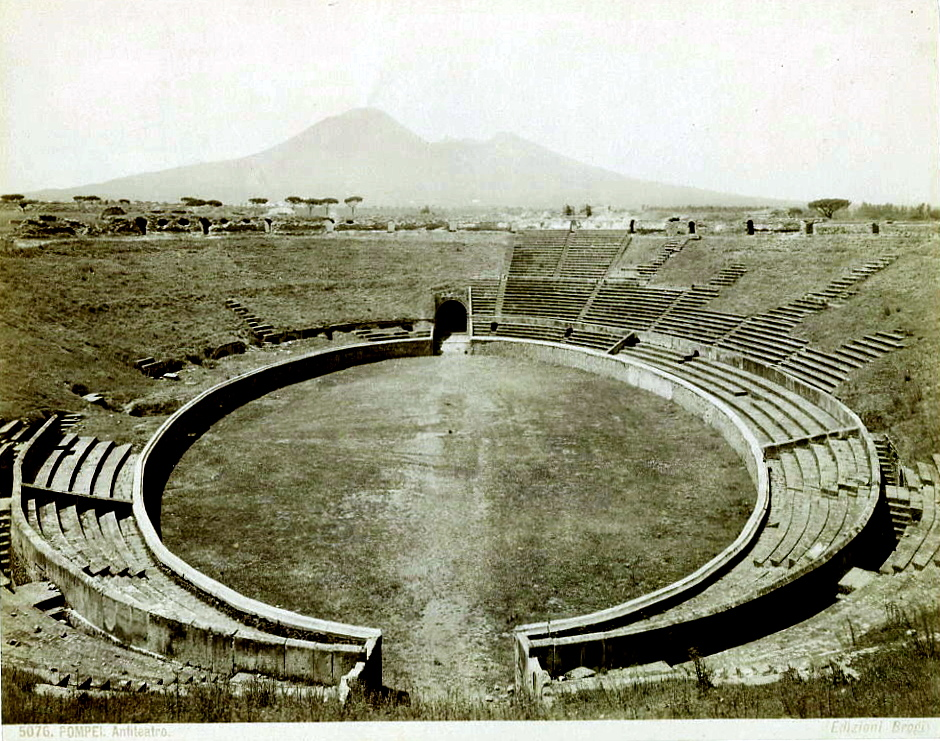
Fotografía decimonónica del anfiteatro.

El anfiteatro está situado en el sureste de la ciudad, en una zona poco poblada, frente a la gran palestra y cerca de las puertas Sarno y Nocera, lo que ofrecía un fácil acceso a los espectadores. La elección del emplazamiento fue dictada por dos razones: en primer lugar, porque la zona estaba poco poblada y, por lo tanto, era menos molesta para la vida cotidiana de la ciudad, teniendo en cuenta el gran número de personas que veían los espectáculos. El segundo, fue una elección económica, ya que la estructura se construyó contra las murallas de la ciudad, entonces en desuso, utilizando un terraplén existente y construyendo uno nuevo en el lado descubierto, aprovechando la tierra excavada:
La estructura tiene unos seis metros de profundidad y adquiere una forma elíptica; tiene ciento treinta y cinco metros de largo y ciento cuatro de ancho, con una capacidad para veinte mil espectadores. Tiene una arena central de 66,8 por 35,4 metros. Se construyó sobre una mediana y sobre parte de la muralla de la ciudad, y la arena y las primeras gradas estaban hundidas en el suelo durante varios metros.
Originalmente, los asientos de los espectadores eran de madera. Poco a poco fueron sustituidos por asientos de piedra por parte de los duunviros, que proporcionaron asientos adicionales. El terremoto del 62 agrietó las bóvedas de acceso a la arena, que tuvieron que ser reforzadas con arcos de ladrillo. Dos inscripciones mencionan que Caius Cuspius Pansa y su hijo restauraron el anfiteatro a su costa.
Su lado oriental está adosado a las murallas urbanas. En cambio, hacia la ciudad está delimitado por un muro que lleva encima una serie de arcadas, sobre las que corría un pasaje que comunicaba con los sitios más altos de la cávea.
A la estructura exterior están adosadas dos escalinatas de dos rampas sostenidas a su vez por arcos. La técnica muraria (opus quasi reticulatum, en pequeños bloques de toba) es la típica de la época de Sila. Exteriormente, tiene dos órdenes: la parte inferior tiene arcos ciegos de piedra con paredes de opus incertum, bajo los cuales los comerciantes vendían sus mercancías durante las representaciones, mientras que el orden superior tiene arcos de medio punto; entre los dos órdenes hay un deambulatorio, y para permitir a los espectadores llegar a los pisos superiores, se construyeron dos grandes escaleras. El acceso al anfiteatro se realizaba a través de una galería, también llamada cryptae, que tenía cuatro entradas, dos de las cuales daban directamente a la arena. También se cree que un pasillo estaba reservado exclusivamente a los magistrados, que disfrutaban de palcos de honor, divididos del resto de la platea por un compartimento de mampostería; además, uno de estos palcos estaba directamente conectado con la arena, probablemente utilizado por los gladiadores durante las ceremonias de entrega de premios. Antes de llegar a la arena, se sitúan dos spoliarii a lo largo del mismo eje, uno utilizado para dar los primeros auxilios a los combatientes heridos, el otro, con un arco de triunfo, para el acceso de los gladiadores. La arena propiamente dicha es de tierra batida y, a diferencia de otros edificios del mismo tipo, no tiene una zona subterránea; Toda la circunferencia de la arena está bordeada por un parapeto de travertino de unos dos metros de altura, que estaba decorado con frescos del cuarto estilo, hoy perdidos, que representaban duelos entre gladiadores  y, en particular, uno que representaba el comienzo de una lucha, en presencia de un árbitro, estando cada gladiador acompañado por sus ayudantes que llevan parte de su equipo. Solo se conocen algunos dibujos al temple realizados por el pintor Francesco Morelli a comienzos del siglo XIX. El parapeto de dos metros fueron destruidos por el mal tiempo poco después de su descubrimiento en 1815. Las copias que se han hecho representaban escenas mitológicas, pero sobre todo escenas de los combates, en particular la representación, muy instructiva, del comienzo de un combate8.

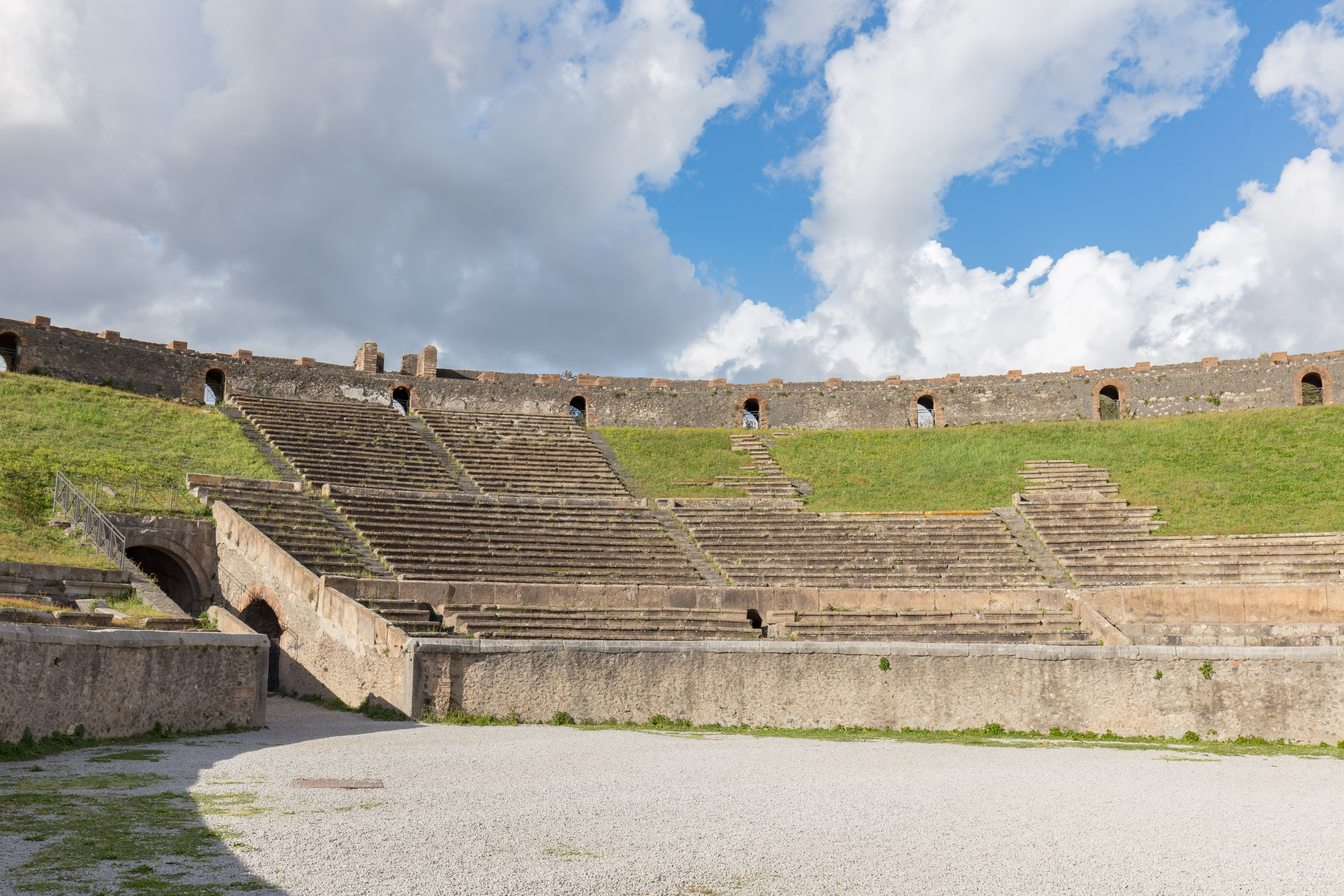
La arena, los tres niveles de gradas y la galería superior al fondo.

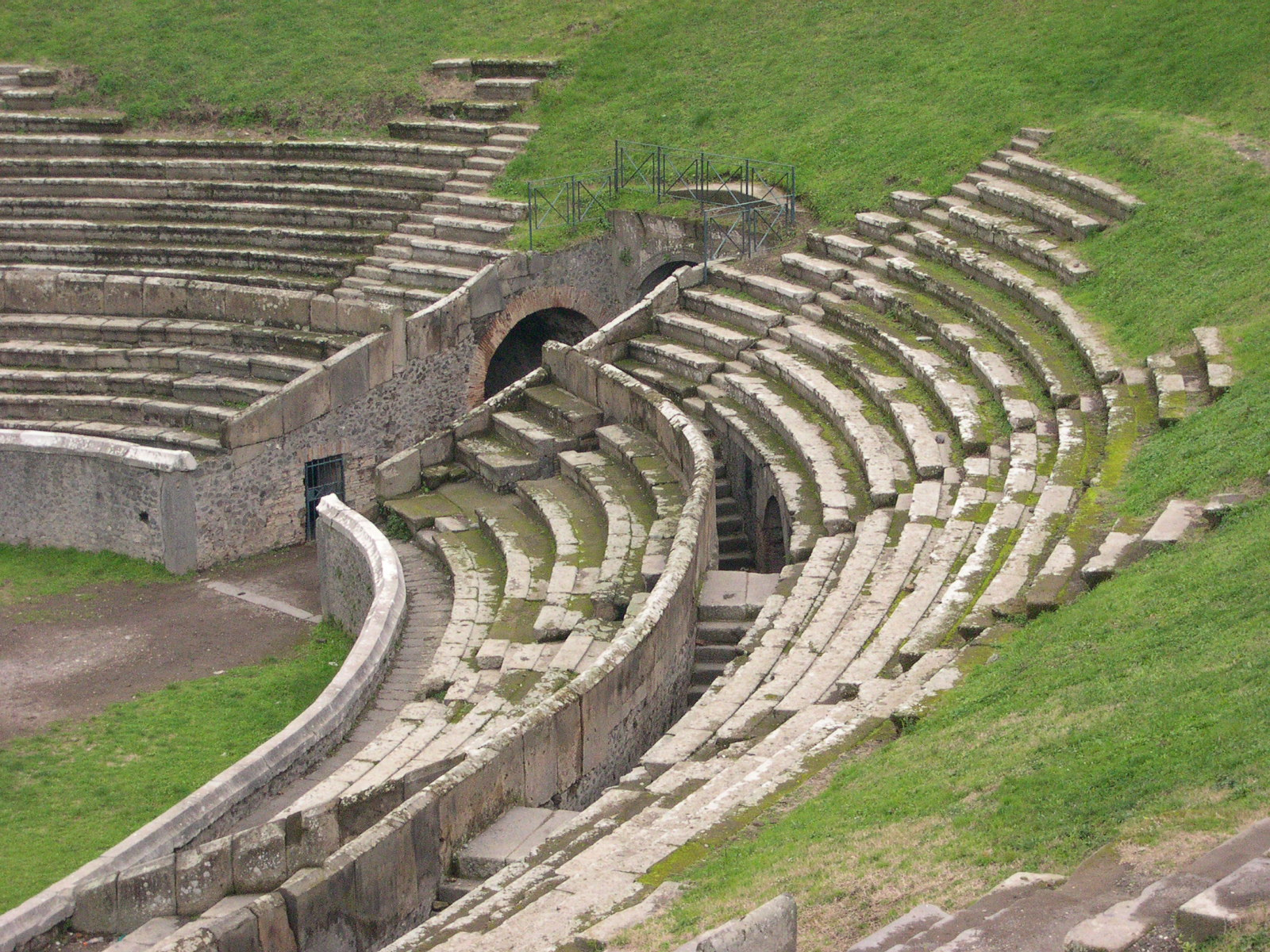
La cávea.

El anfiteatro pompeyano tenía una cávea, dividida en tres zonas: la ima cavea, dividida en seis sectores. En el eje corto, a ambos lados de la arena, la parte central solo tenía cuatro gradas más espaciosas, donde se instalaban asientos desmontables, llamados bisellia, reservados a los notables, y desde donde se disfrutaba de mejores vistas; la media cavea, es decir, la zona central, reservada al pueblo; y la summa cavea, las últimas gradas reservadas a las mujeres; las dos últimas zonas de la cávea estaban divididas en una veintena de sectores y los asientos eran, en parte, de toba, fabricados después del año 62, y, en parte, de madera, como se hacían originalmente. Bajo las gradas inferiores del sector central de la cávea corría una galería a la que se llegaba por cuatro corredores pavimentados con pequeños bloques de toba para permitir el paso de los carros.
Entre los pasajes que desembocan en las cryptae, se abre una discreta puerta que conduce directamente a la arena a través de un corredor muy estrecho. Se supone que se trata de la porta Libitinensis" es decir, la puerta por la que se evacuaban los gladiadores y los animales muertos.
Para proteger a los espectadores del sol del verano o de la lluvia, el anfiteatro estaba preparado para el uso del velarium, es decir, una especie de gran carpa, generalmente de lino o lona, que cubría toda la superficie de la estructura. Dos hileras de anillos que servían de puntos de anclaje para los postes de soporte del velarium pueden verse todavía. Con la expresión vela erunt (está previsto el toldo) terminan varias inscripciones pintadas en las paredes de Pompeya, que demuestan la popularidad de los espectáculos que tenían lugar.

## Juegos

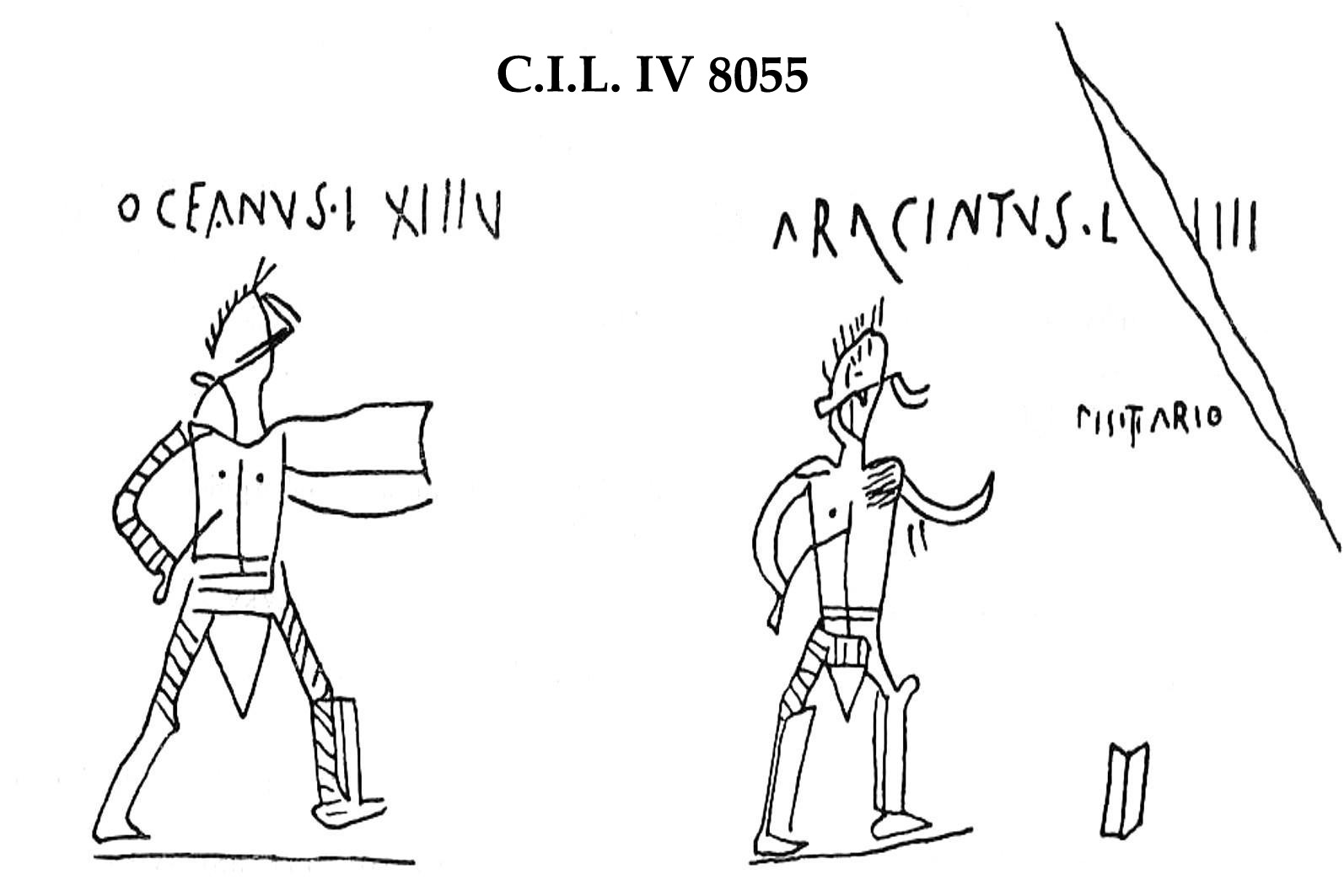
Grafiti con gladiadores

En este imponente edificio tenían lugar combates de lucha, peleas de gladiadores o combates entre hombres y bestias (venationes), ofrecidos por los magistrados de la ciudad para su elección, durante las fiestas anuales y para cualquier ocasión excepcional, como la inauguración de un monumento. Las inscripciones permiten conocer el calendario: de febrero a junio, con varias actuaciones en abril, y luego a finales de noviembre. Los juegos podían durar hasta tres, cuatro o cinco días, y en ellos solían participar veinte parejas de gladiadores, o incluso treinta y cinco.
Estos juegos eran muy populares entre los pompeyanos, como demuestran los numerosos grafitis y los edicta munerum, es decir, los anuncios de los programas de los juegos, de los que se han encontrado 75 ejemplares.